# Roodruglijster
De roodruglijster (Geokichla erythronota; synoniem: Zoothera erythronota) is een zangvogel uit de familie Turdidae (lijsters).

## Verspreiding en leefgebied
Deze soort is endemisch op Celebes en telt 2 ondersoorten:
- G. e. erythronota: Celebes.
- G. e. kabaena: Kabaena (nabij zuidoostelijk Celebes).